# Stéphane Franke
Stéphane Franke, född 12 februari 1964 i Versailles, Frankrike, död 23 juni 2011  i Potsdam, Tyskland, var en tysk friidrottare (långlöpare). Franke hade såväl tyskt som franskt medborgarskap. Franke är europarekordinnehavare på den sällan löpta distansen 25 000 meter med sina 1:13,57,6, noterat i Walnut i Kalifornien 30 mars 1999.